# Alouette du Transvaal
Certhilauda semitorquata
Espèce
Statut de conservation UICN

 LC  : Préoccupation mineure
L'Alouette du Transvaal (Certhilauda semitorquata) est une espèce de passereaux de la famille des Alaudidae.

## Répartition et sous-espèces
Selon la classification de référence du Congrès ornithologique international (15.1, 2025) elle se répartit en trois sous-espèces :
- C. s. transvaalensis Roberts, 1936 — Lesotho et centre/est de l'Afrique du Sud ;
- C. s. semitorquata Smith, 1836 — est du Karoo ;
- C. s. algida Quickelberge, 1967 — vallées côtières du Cap-Oriental.

## Dénominations
Ce taxon porte en français le nom vernaculaire ou normalisé suivant : Alouette du Transvaal.

## Systématique
Le nom valide complet (avec auteur) de ce taxon est Certhilauda semitorquata Smith, 1836.